# Ривъртън
 Тази статия е за града в щата Юта, САЩ.  За града в Уайоминг вижте Ривъртън (Уайоминг).  
Ривъртън (на английски: Riverton) е град в окръг Солт Лейк, щата Юта, САЩ. Ривъртън е с население от 25 011 жители (2000) и обща площ от 32,6 km². Намира се на 1353 m надморска височина. ЗИП кодът му е 84065, а телефонният му код е 385, 801.